# NGC 5033
NGC 5033 је спирална галаксија у сазвежђу Ловачки пси која се налази на NGC листи објеката дубоког неба.
Деклинација објекта је + 36° 35' 36" а ректасцензија 13h 13m 28,0s. Привидна величина (магнитуда) објекта NGC 5033 износи 10,0 а фотографска магнитуда 10,7. Налази се на удаљености од 20,605 милиона парсека од Сунца. NGC 5033 је још познат и под ознакама UGC 8307, MCG 6-29-62, CGCG 189-43, IRAS 13111+3651, PGC 45948.